# Santa Cruz Nuevo
Santa Cruz Nuevo är en ort i Mexiko.   Den ligger i kommunen Totoltepec de Guerrero och delstaten Puebla, i den sydöstra delen av landet, 190 km sydost om huvudstaden Mexico City. Santa Cruz Nuevo ligger 1 530 meter över havet och antalet invånare är 199.
Terrängen runt Santa Cruz Nuevo är kuperad. Runt Santa Cruz Nuevo är det glesbefolkat, med 13 invånare per kvadratkilometer. Närmaste större samhälle är San Jerónimo Xayacatlán, 13,7 km sydväst om Santa Cruz Nuevo. Trakten runt Santa Cruz Nuevo består i huvudsak av gräsmarker.